# Robert Weygand

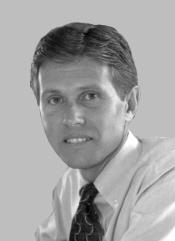
Robert Weygand

Robert A. „Bob“ Weygand (* 10. Mai 1948 in Attleboro, Bristol County, Massachusetts) ist ein US-amerikanischer Politiker. Zwischen 1997 und 2001 vertrat er den zweiten Wahlbezirk des Bundesstaates Rhode Island im US-Repräsentantenhaus.

## Werdegang
Robert Weygand besuchte zunächst die St. Raphael Academy und studierte dann an der University of Rhode Island unter anderem Landschaftsarchitektur. Zwischen 1973 und 1977 war er als Landschaftsarchitekt bei dem für die Betreuung der Bodenschätze zuständigen Ministerium in Rhode Island angestellt. Von 1978 bis 1984 war Weygand Vorsitzender des Planungsausschusses von East Providence. Danach machte er sich selbständig und gründete seine eigene Firma, die sich ebenfalls mit der Landschaftsarchitektur befasste. Diesen Betrieb leitete er zwischen 1982 und 1993.
Politisch schloss er sich der Demokratischen Partei an. Zwischen 1985 und 1993 war er Abgeordneter im Repräsentantenhaus von Rhode Island. Im Jahr 1991 versuchte ihn der damalige Bürgermeister von Pawtucket, Brian J. Sarault, zu bestechen. Weygand meldete diesen Fall aber der Polizei von Rhode Island und dem FBI; diese stellten dem Bürgermeister eine Falle und verhafteten ihn.
Zwischen 1993 und 1997 war Weygand Vizegouverneur von Rhode Island. 1996 wurde er im zweiten Distrikt von Rhode Island in das US-Repräsentantenhaus in Washington, D.C. gewählt, wo er am 3. Januar 1997 die Nachfolge des in den Senat wechselnden Jack Reed antrat. Nach einer Wiederwahl im Jahr 1998 konnte er bis zum 3. Januar 2001 zwei Legislaturperioden im Kongress verbringen.
Bei den Kongresswahlen des Jahres 2000 kandidierte Robert Weygand erfolglos für den US-Senat; er unterlag dem liberalen Republikaner Lincoln Chafee. Zwischen 2001 und 2004 war er Vorsitzender des Rats für höhere Bildung der Neuenglandstaaten mit Sitz in Boston. Danach wurde er einer der Vizepräsidenten der University of Rhode Island. Dort ist er für den Verwaltungsbereich zuständig.